# Mario Verdon
 (février 2017).
Si vous disposez d'ouvrages ou d'articles de référence ou si vous connaissez des sites web de qualité traitant du thème abordé ici, merci de compléter l'article en donnant les références utiles à sa vérifiabilité et en les liant à la section « Notes et références ».
Mario Verdon est un animateur, comédien et peintre québécois né le 18 octobre 1923 à Montréal et décédé le 21 août 1992 à Richmond.

## Biographie

### Jeunesse
Fils de J-Donat Verdon et de Lydia Boileau, il grandit dans le « Faubourg à m'lasse » dans le quartier Hochelaga-Maisonneuve à Montréal. Ses parents sont propriétaires d'une quincaillerie dans le quartier. Il est le cousin et ami de Roméo Vincelette, pastelliste québécois.

### Carrière
Pionnier de la radio et de la télévision québécoise, il devient, en 1945, annonceur à CKAC. De 1945 à 1955, il sera annonceur, animateur et chef de production pour cette chaîne radio. Reconnu comme une des plus belles voix du Québec, il remporte en 1949, le trophée Radio-Monde attribué à l’annonceur le plus populaire. Amoureux de la langue française, il est le président fondateur de CKLM en 1962, la première station radiophonique entièrement francophone au Québec. 
En 1952, il fait son entrée à la télévision naissante de Radio-Canada où il anime la série Vous êtes témoin. Comme acteur, il joue au théâtre.
De 1965 à 1967, il séjourne à Paris où il est journaliste et correspondant pour Télé-métropole et le Journal de Montréal. Pendant ce séjour, il joue dans le feuilleton français Les saintes chéries. De retour au pays en 1967, il devient coanimateur de Télé-métro et de Studio 10 à Télé-métropole (1967 à 1970). En 1973, il est l'animateur du jeu-questionnaire Qui dit vrai diffusé à Télé-métropole.
En 1972, il fonde avec Sylviane Cahay une agence spécialisée en doublage, Publicitel. Comme annonceur, on se souvient notamment de lui comme porte-parole de l'agence de voyages Delta et des appareils électro-ménagers Maytag.
Comme comédien, il incarne Desmarais dans la télésérie Jamais deux sans toi diffusée à la Société Radio-Canada de 1972 à 1982. De plus, il joue dans le Clan Beaulieu et participe occasionnellement à Du tac au tac.
En 1975, il publie, L'Art de vivre après 40 ans, aux éditions La presse, qui deviendra un best-seller.
Sa passion pour la peinture amène Mario Verdon à y consacrer les dernières années de sa vie. Il fera surtout des huiles et des pastels. Il expose à quelques reprises. Sa première exposition en solo a lieu en 1974. Il se joint au groupe de Charlevoix, ce qui l’amènera à fonder, avec Tex Lecor, l’Institut des arts figuratifs (IAF) en 1986.

### Vie privée
Il rencontre dans une chorale la chanteuse-animatrice Paule Valin (Paule Valentine). Le mariage est célébré le 12 mai 1947 et le couple a cinq enfants : Denis (1949-1949), Johanne (1950), Rachel (1952), Carole (1956) et Maryse (1964). Johanne et Rachel ont suivi les traces de leur père dans les domaines de la radio et des télécommunications : Johanne comme animatrice et naturopathe et Rachel comme journaliste, animatrice et réalisatrice.
En 1966, il quitte Paule Valentine et se met en couple avec Sylviane Cahay, animatrice d’origine française. Le couple ira vivre deux ans à Paris.

## Filmographie
Cinéma
- 1966 : Voyage à deux
- 1971 : La Course du lièvre à travers les champs
- 1979 : Cher papa

Télévision
- 1965 : Les Saintes chéries
- 1976 : Du tac au tac
- 1977-1980 : Jamais deux sans toi
- 1978 : Le Clan Beaulieu